# Mystacozetes nervosus
Mystacozetes nervosus är en kvalsterart som först beskrevs av Balogh och Sandór Mahunka 1969.  Mystacozetes nervosus ingår i släktet Mystacozetes och familjen Microzetidae. Inga underarter finns listade i Catalogue of Life.